# Eryngium grossii
Eryngium grossii är en växtart i släktet martornar och familjen flockblommiga växter.
Arten är en perenn ört som förekommer i Sierra de Almijara i södra Spanien. Den beskrevs av Pius Font Quer 1938.